# Синайсько-Палестинська кампанія
Синайсько-Палестинська кампанія (англ. Sinai and Palestine Campaign, тур. Sina ve Filistin Cephesi) — військова кампанія на Близькосхідному театрі воєнних дій за часів Першої світової війни, що тривала з 28 січня 1915 по 30 жовтня 1918. Військова кампанія розпочалася спробою Османської імперії захопити Суецький канал у 1915 році, й поступово бойові дії поширилися усім Левантом та на схід Єгипту. Більше трьох років тривали осередкові бойові дії, поки на завершилися підписанням Мудроського перемир'я в 1918 році та відокремленням від Османської імперії Сирії і Палестини.

## Історія
Після ухвалення в листопаді 1914 року рішення султаном Османської імперії Мехмедом V про вступ у війну на боці країн Четверного союзу, османське керівництво мало намір захопити найважливішу транспортну артерію Близького Сходу — Суецький канал, який перебував під правлінням британської корони. Активні бойові дії розпочалися в січні 1915 року, коли під керівництвом німецьких воєначальників Османська армія вторглася на Синайський півострів, який на той час був частиною британського протекторату в Єгипті. Спроба захопити з ходу Суецький канал завершилася невдачею й обидві сторони перейшли до осередкових боїв по всій території театру війни. Після Галліполійської кампанії, за рахунок ветеранів бойових дій у Дарданеллах, утворюються потужні військові формування: Єгипетські експедиційні сили та 4-а османська армія в Палестині, що боролися за Синайський півострів з 1916 року. Війська Британської імперії за допомогою австралійських, новозеландських та індійських формувань вели активні дії, не даючи османам прорватися вглиб Африканського театру дій. У битвах при Романі, Магдгабі та Рафі британці завдали поразки супротивнику та змусили його відступити з півострову. Згодом у південній Палестині в Першій та Другій битвах за Газу союзна армія знову завдала поразки Османській імперії та продовжила подальший наступ Левантом.
Після нетривалого періоду тимчасового припинення вогню з квітня до жовтня 1917 року британський генерал Е.Алленбі 8 листопада 1917 року захопив Беер-Шева. За цим послідувала низка боїв та битв союзних військ з послабленою османською армією, що була розкидана на великому просторі Леванту, в Тель-Ель-Хувейлфе, за Шеріа та Харейру та третьої битви за Газу. У середині листопада розпочалася битва за ключове місто на театрі війни — Єрусалим, яка завершилася перемогою британських сил до початку нового 1918 року. Однак розпочата Е. Людендорфом навесні 1918 р. наступальна операція на Західному фронті змусила британське командування перекинути частину сил з Палестини до Франції.
Попри значне зниження бойових можливостей, союзні війська продовжили активні наступальні дії, здійснивши спробу захопити Амман та Ес-Салт, а надалі остаточно розгромивши османську армію в битві при Мегіддо. У вересні 1918 армія Британської імперії серією послідовних битв при Назареті, Самахі, на рівнині Шарон, Наблусі та третьому Трансйорданському наступі знищили три армії Османської імперії, захопили основні міста регіону, кілька тисяч військовополонених та чимало військового спорядження й майна. Розпочавши переслідування дезорганізованих османських військ, британці захопили Дамаск і Алеппо, що врешті-решт послугувало поштовхом до капітуляції Османської імперії та підписанням 30 жовтня 1918 року Мудроського перемир'я, яке офіційно завершило Синайсько-Палестинську кампанію.
За підсумками перемоги союзних військ Британська імперія здобула мандат на Палестину, а Франція, своєю чергою, — у мандат на Сирію та Ліван, де були сформовані окупаційні адміністрації. Довгостроковим ефектом цієї кампанії стало зруйнування багатовікової Османської імперії та початок турецької війни за незалежність, утворення 1923 року на уламках імперії сучасної Туреччини. Європейське правління й термін дії Мандатів завершилися з формуванням Королівства Ірак у 1932 р., Ліванської республіки в 1943 р., Сирійської Арабської республіки в 1946 р., держави Ізраїль у 1948 р. й Хашемитського Королівства Йорданія в 1949 р.
На фоні грандіозних та трагічних подій Західного та Східного фронтів Синайсько-Палестинська кампанія в цілому лишилася маловідомою для загалу й займала мало місця на перших сторінках газет того часу. Британці вважали, що це незначна військова операція і мало цікавилися подіями з Близькосхідного фронту.